# Chinesischer Tanz

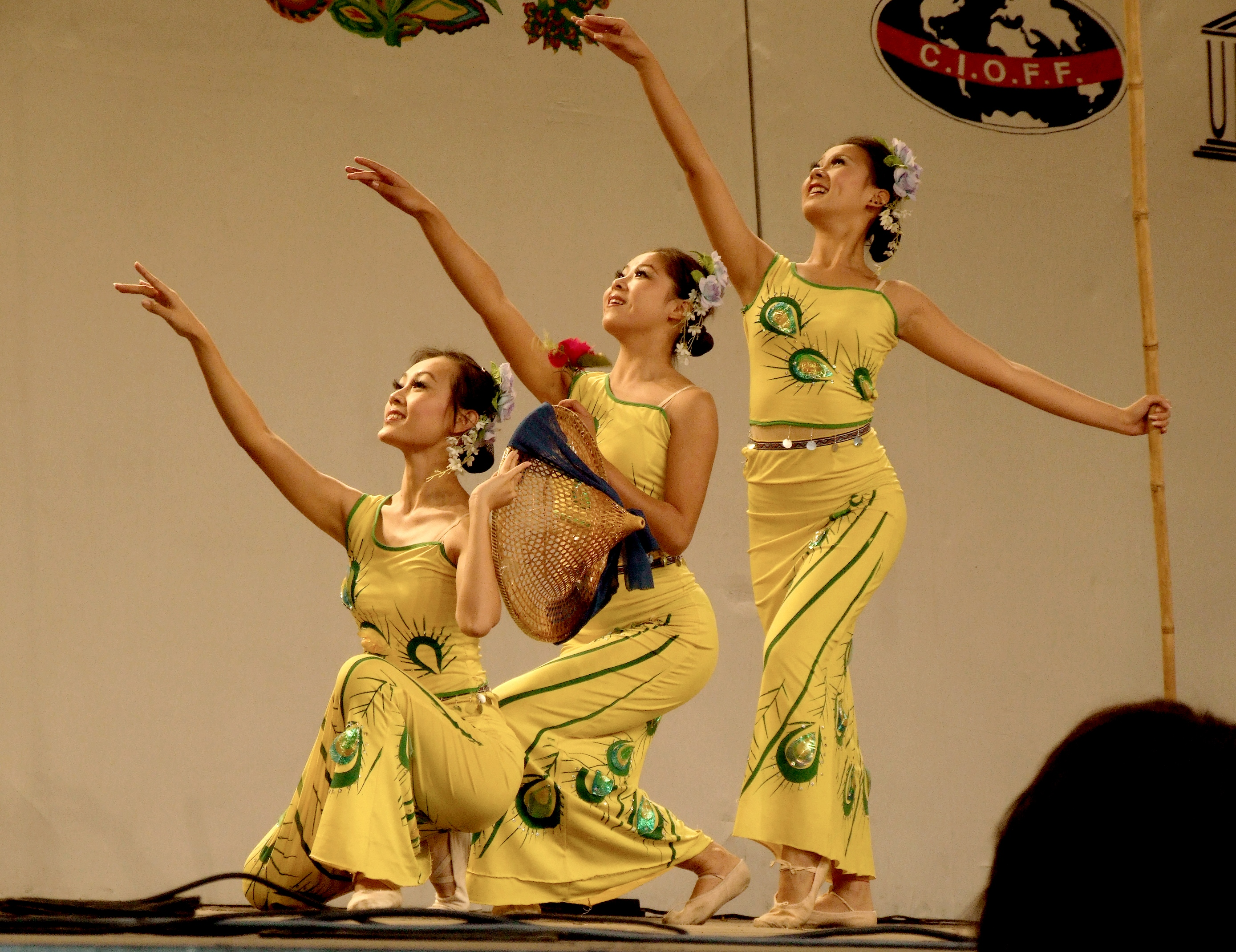
Chinesische Tänzerinnen beim Tanz der Dai-Minderheit

Der Antike Chinesische Tanz wird heute (Stand 2005) meistens aus Bildern, Figuren und Texten, die in archäologischen Funden entdeckt wurden, rekonstruiert. Meistens wird er mit langen Ärmeln getanzt. Außerdem enthält er Elemente des Balletts. Da es sich dabei um einen rekonstruierten Tanz handelt, hat er keinen Anspruch auf Authentizität, was seiner Schönheit jedoch nicht im Geringsten schadet.

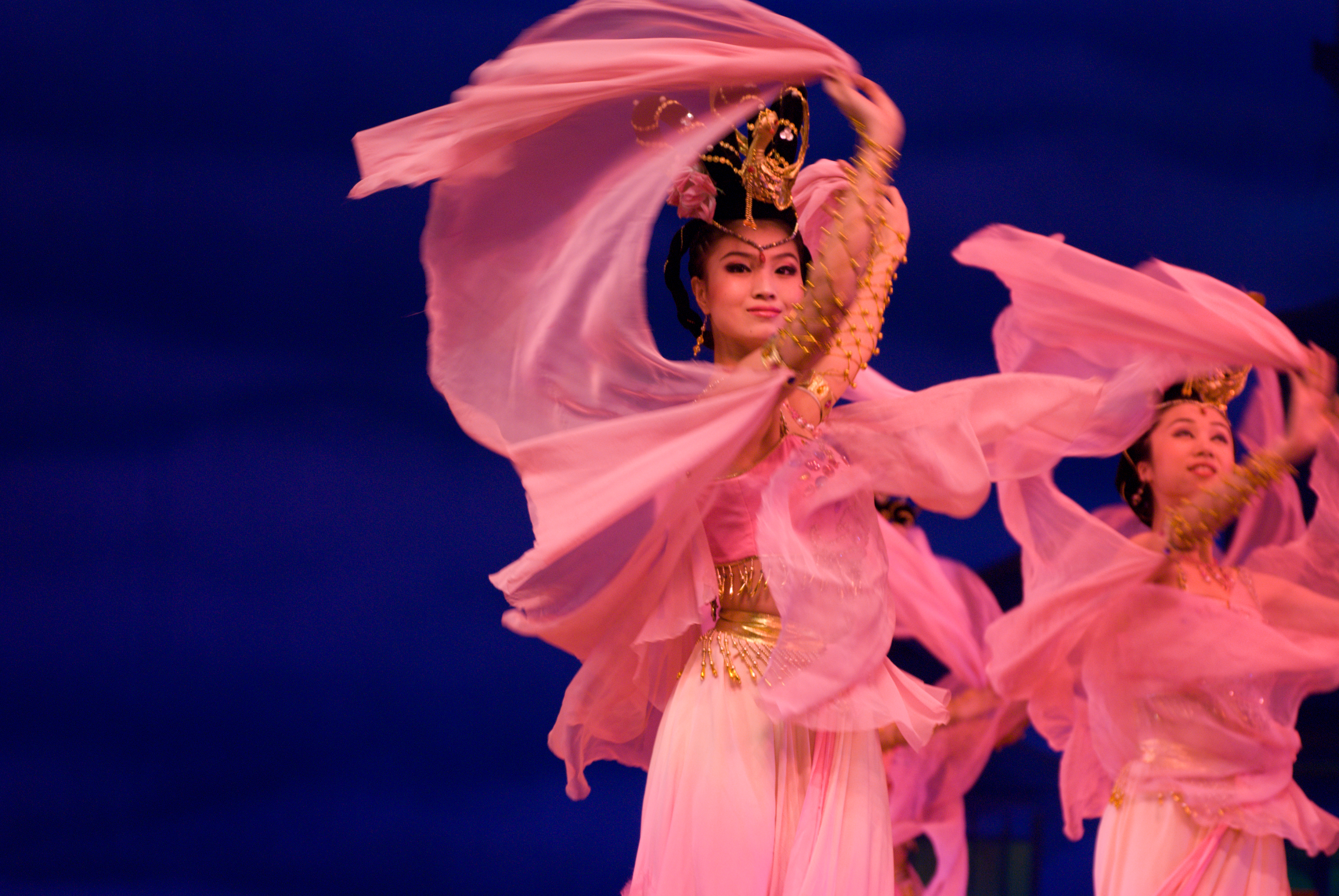
Chinesische Tänzerinnen

China ist mit einer Fläche von 9.572.419 km² eines der größten Länder dieser Welt. Genau so groß ist seine kulturelle Vielfalt. Das Milliardenvolk kann in 56 Völkergruppen unterteilt werden, von der jede ihre eigene Tanzkultur besitzt. In diesem Artikel werden einige der bekanntesten Tänze erläutert:

## Tänze der Han (Yangge)
Zu den Han gehört in China die Mehrheit der Bevölkerung. Die Tänze der Han sind sehr lebhaft, und die Mimik bzw. der Ausdruck spielen eine wichtige Rolle. Am bekanntesten sind die „Yangge“. Dabei handelt es sich um einen Bauerntanz, der je nach Region unterschiedlich getanzt wird. Diese Tanzform wurde ursprünglich am Erntedankfest getanzt, und noch heute kann man sie am Frühlingsfest und am Laternenfest sehen. Dabei wird mit Fächer und Taschentuch und manchmal gar auf Stelzen getanzt. Begleitet werden die Tänzer und Tänzerinnen unter anderem von Trommeln. Grundsätzlich werden „Yangge“ von Gruppen getanzt, die klar definierte Figuren enthalten, was aus dem Tanz fast ein „Tanztheater“ macht: meistens ein oder mehrere junge Mädchen (nü), ein Clown (chou), junge Männer (gongzi) und ein altes Weib (laokuai). In diesem Tanz wurden viele Elemente der traditionellen chinesischen Oper integriert. Auch die Akrobatik findet hier ihren Platz und wird meistens vom Clown gezeigt. Jedoch variieren die Charaktere je nach Region. Die hier beschriebenen Rollen stammen aus dem Yangge der Provinz Hebei und dienen nur als Beispiel.

## Tibetischer Tanz
Charakteristisch für den tibetischen Tanz sind die wippenden Bewegungen und der leicht nach vorne gebeugte Oberkörper. Der Tanz wird mit Stiefeln getanzt, die Frauen tragen Röcke. Außerdem sind Tibeterinnen immer reich mit Edelsteinen und Silber geschmückt. Vor allem Türkise und Bernsteine sind beliebt. Das Spezielle am tibetischen Tanz sind die langen Ärmel. Beim Schwingen der Arme kommen diese besonders zur Geltung. Häufig werden die Tänze auch im Kreis, in gemischten Gruppen getanzt.

## Uighurischer Tanz
Die Uighuren leben hauptsächlich im Autonomen Gebiet Xinjiang im Nordwesten Chinas. Eine Minderheit lebt auch außerhalb Chinas in benachbarten Ländern wie Usbekistan. Die Tänze der Uighuren ähneln dadurch den zentralasiatischen Tänzen. Hier wird großen Wert auf schöne Arme und Hände gelegt. Die Mimik ist sehr ausgefeilt: sogar mit den Augenbrauen wird getanzt. Auch die Kopf- und Schulterbewegungen nehmen einen wichtigen Platz ein. Die Schritte sind meistens klein und teilweise sehr schnell, viele Drehungen und tiefe Rückenbeugen kommen ebenfalls vor. Die Tänzerinnen tragen meistens ein Gilet über einem Kleid, unter welchem sie immer Hosen anhaben (die Uighuren sind Moslems). Die Haare tragen die Tänzerinnen in kleinen, langen Zöpfen, und getanzt wird in goldenen Absatzschuhen. Manchmal balanciert die Tänzerin während des Tanzes auch mehrere Tassen auf dem Kopf, oder sie tanzt mit zwei kleinen Tellern in den Händen, auf denen sie den Takt mitschlägt.

## Mongolischer Tanz
Im mongolischen Tanz werden manchmal Tassen auf dem Kopf balanciert. Charakteristisch sind die Schulter- und Armbewegungen. Die Tänzer imitieren häufig das Reiten (mit den Füssen imitieren sie den Galopp, mit den Händen das Halten der Zügel). Dies ist auf das Nomadentum dieses Volkes zurückzuführen. Die Armbewegungen erinnern an die Flügel eines Falken oder Adlers. Die Frauen tragen beim Tanz sehr weite Röcke, die Männer relativ enge Hosen. Beide tragen Stiefel.

## Tanz der Dai
Die Minderheit der Dai lebt im Südwesten Chinas. Ihr berühmtester Tanz imitiert die eleganten, stolzen Bewegungen des Pfaus, der das „Totemtier“ dieser Minorität darstellt. Beim Tanz wird mit den Fingern der Kopf des Pfaus imitiert. Andere Bewegungen (das Fliegen, das Wassertrinken und anschließende Federnschütteln) wird mit den Armen dargestellt. Die Tänzerinnen tragen enge Wickeljupes und bauchfreie Oberteile. Doch auch innerhalb der Volksgruppe gibt es, was die Kleidung anbelangt, große Unterschiede. Beim Tanzen wird aber meistens die oben genannte Kleidung getragen, außer für den Pfauentanz, für den ein langes Kleid getragen wird, das mit Pfauenfedern geschmückt ist.

## Moderne und westliche Tänze

### Ballett
Die erste Ballettschule in China, die Pekinger Tanzschule, wurde 1954 mit Dai Ailian als Vorstand gegründet. Dabei waren einige herausragende russische Lehrer, darunter Pjotr Gusev, der das russische Ausbildungssystem einführte. In den folgenden Jahren wurden Ballette wie der Schwanensee und Romeo und Julia aufgeführt. Das nationale Ballett von China wurde am 31. Dezember 1959 als die "Experimental Ballet Company" der Pekinger Tanzschule gegründet. Während der Kulturrevolution rückten unter der Kontrolle von Madame Mao revolutionäre Modellopern in den Vordergrund, und das Repertoire wurde schließlich auf zwei ideologische Ballette reduziert – Das Rote Frauenbataillon und Das Weißhaarige Mädchen. Nach dem Fall der Viererbande begann sich das chinesische Ballett zu reformieren, die klassischen westlichen Ballette wiederzubeleben und ihr Repertoire um moderne Ballette aus der ganzen Welt zu erweitern.
Weitere Ballettschulen in China:
- Shanghai Ballett
- Guangzhou Ballett
- Hongkong Ballett
- Liaoning Ballett
- Suzhou Ballett
- Tianjin Ballett

## Gesellschaftstanz
Der westliche Gesellschaftstanz wurde im 20. Jahrhundert populär, vorher war es für Männer und Frauen von respektablen Familien nicht erlaubt, gemeinsam zu tanzen. Er war in den 1940er Jahren in den Nachtclubs von Shanghai beliebt. Gesellschaftstänze wurden in der Kulturrevolution durch Gruppentänze wie den Yangge ersetzt.

## Andere Tänze
Die Tänze der anderen Völkergruppen sind außerhalb Chinas weniger bekannt. Das Gemeinsame aller Tänze sind wohl die farbenprächtigen Kostüme. Ansonsten gibt es sehr große Unterschiede zwischen den einzelnen Tänzen. Forscher scheinen sich jedoch einig zu sein, dass viele Tänze von Ritualen abstammen, d. h. religiösen Ursprungs sind, oder dazu dienen (oder dienten), die Kinder und Jugendlichen zu erziehen. Daher werden in den Tänzen häufig Gesten des Alltags imitiert.